# 1557 Roehla
1557 Roehla è un asteroide della fascia principale. Scoperto nel 1942, presenta un'orbita caratterizzata da un semiasse maggiore pari a 3,0122610 UA e da un'eccentricità di 0,1025896, inclinata di 10,28844° rispetto all'eclittica.
L'asteroide è dedicato al medico svedese Lars Roehl, primario di chirurgia a Heidelberg, a cui lo scopritore deve il ripristino della propria salute.